# Mick van Buren
Mick van Buren (* 24. srpna 1992 Ridderkerk) je nizozemský profesionální fotbalista, který hraje na pozici útočníka za polský klub Cracovia.
Van Buren v roce 2016 přestoupil do pražské Slavie. V české nejvyšší soutěži odehrál 160 zápasů a vstřelil 34 gólů.

## Klubová kariéra

### Excelsior
Van Buren je odchovancem nizozemského Excelsioru. V sezóně 2011/12 nastoupil do 11 zápasů v nizozemské nejvyšší soutěži, nicméně nedokázal zabránit sestupu do Eerste Divisie. V druhé nizozemské lize následně vstřelil 13 branek ve 28 zápasech a vysloužil si své první zahraniční angažmá.

### Esbjerg
V létě 2013 podepsal smlouvu na 3 roky s dánským klubem Esbjerg fB. V sezóně 2013/14 se s klubem probojoval mezi 32 nejlepších klubů Evropské ligy UEFA. Během tří let v dánském klubu odehrál 86 soutěžních utkání, v nichž vstřelil 25 branek.

### Slavia Praha
V létě 2016 podepsal tříletou smlouvu s českým klubem SK Slavia Praha. Van Buren se nedokázal naplno prosadit do základní sestavy pražského klubu. V sezónách 2016/17, 2018/19, 2019/20 a 2020/21 získal se Slavií čtyři ligové tituly, čtyřikrát vyhrál i domácí pohár a jednou národní superpohár. Za Slavii odehrál 159 soutěžních zápasů s bilancí 27 branek a 15 asistencí.

#### ADO Den Haag (hostování)
Dne 12. ledna 2020 odešel van Buren na půlroční hostování do nizozemského klubu ADO Den Haag. V nizozemské nejvyšší soutěži nastoupil do 4 utkání, v nichž se střelecky neprosadil.

#### České Budějovice (hostování)
V létě 2020 zamířil na další hostování, tentokráte do Českých Budějovic. V podzimní části sezóny se prosadil do základní sestavy, v osmi soutěžních zápasech ale vstřelil jen jednu branku a jeho hostování bylo v lednu předčasně ukončeno.
V létě 2021 zamířil opět na roční hostování do Českých Budějovic. Pod trenérem Davidem Horejšem nastupoval pravidelně na pozici pravého křídelníka, v sezóně vstřelil 5 branek ve 26 zápasech. Podle médií hrozil klubu odečet 19 bodů kvůli údajně neplatné smlouvě o hostování van Burena. Disciplinární komise Ligové fotbalové asociace však neshledala důvod k zahájení řízení.

#### Slovan Liberec (hostování)
V létě 2022 odešel van Buren na hostování do Slovanu Liberec. V druhém kole hattrickem rozhodl o výhře 5:1 nad Teplicemi. V podzimní části sezóny vstřelil 12 branek v 17 soutěžních zápasech a patřil k nejlepším střelcům české nejvyšší soutěže. V prosinci bylo jeho úspěšné hostování v Liberci ukončeno.

### Cracovia
Mick van Buren v létě 2024 po osmi letech opustil pražskou Slavii a přestoupil do Cracovie Krakov, polskému prvoligovému týmu se upsal na dva roky.

## Osobní život
Jeho dědečkem byl fotbalista a trenér Theo Laseroms.